# Autopista del Coral
La Autopista del Coral es una vía de cuatro carriles, que conecta La Romana, con Punta Cana. Fue creado en base a la necesidad de mejorar la conexión entre Santo Domingo y las principales zonas turísticas del este de la República Dominicana, debido al aumento del turismo y el desarrollo económico en estas áreas.
El 8 de agosto del 2012, la autopista fue inaugurada por Leonel Fernández. Hoy en día es parte de la vía RD-3, llegando desde Santo Domingo a Punta Cana

## Recorrido

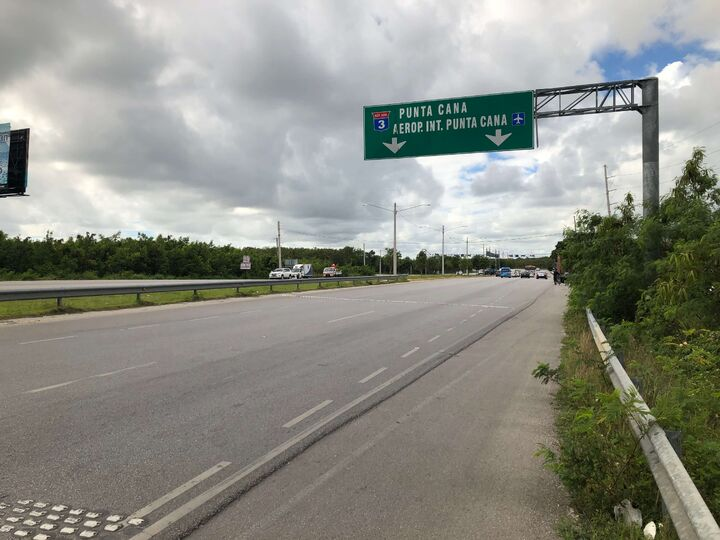
RD-3, en dirección al aeropuerto de Punta Cana

El recorrido inicia en las afueras de La Romana, formando la vía RD-3, después cruza el río Dulce y el río Chavón. Posteriormente hace un giro al norte en conexión con Bayahíbe. Saltando el peaje, hace un giro al este, y conecta con la vía RD-4, que da acceso a Higüey. Después del segundo peaje la vía sigue hasta la rotonda de Punta Cana. Los peajes están ubicados en el kilómetro 18 y  56 respectivamente. 

## Historia
Originalmente la obra consistía en dos carriles, uno por sentido, que iban desde las afueras de La Romana hasta la rotonda de Punta Cana.  Además estaba contemplada (que se completó finalmente) una franja de derecho de vía de 70 metros de ancho, dos puentes sobre los ríos Chavón, Duey y Santa Clara, varios distribuidores de tráfico en las principales intersecciones, y dos plazas de peaje en el tramo La Romana-Higüey y, en el tramo Higüey-Punta Cana

Sin embargo, el 30 de junio de 2008 se dividió la ejecución del proyecto en dos etapas. La primera etapa con un monto de 272 millones de dólares incluía prácticamente todos los componentes antes mencionados, pero excluía una calzada de dos carriles de circulación y uno de los dos puentes gemelos, y finalmente fue restablecido en una sola fase para completarse a mediados de 2012.
Para finales de 2010, los primeros kilómetros de la obra ya habían sido asfaltados y señalizados vertical y horizontalmente, sin embargo, algunos tramos estaban atrasados desde hacía años.
La autopista fue oficialmente inaugurada el 8 de agosto del 2012, sin embargo la rotonda de Punta Cana no estaba bien inclinada, causando numerosos accidentes en la zona, que posteriormente fue arreglado por el MOPC.